# Specklinia grobyi
Specklinia grobyi är en orkidéart som först beskrevs av James Bateman och John Lindley, och fick sitt nu gällande namn av Fábio de Barros. Specklinia grobyi ingår i släktet Specklinia och familjen orkidéer. Inga underarter finns listade i Catalogue of Life.

## Bildgalleri

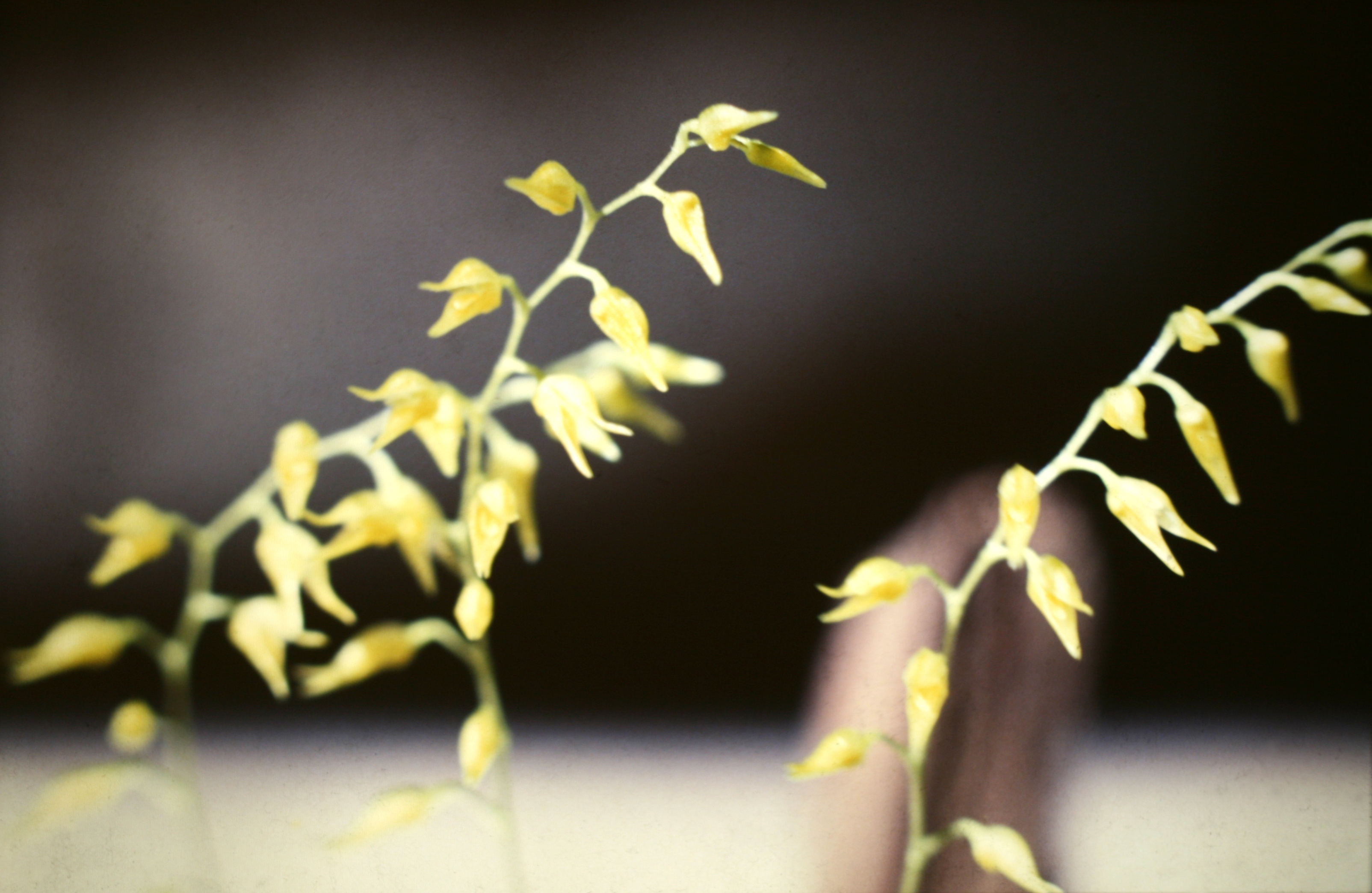
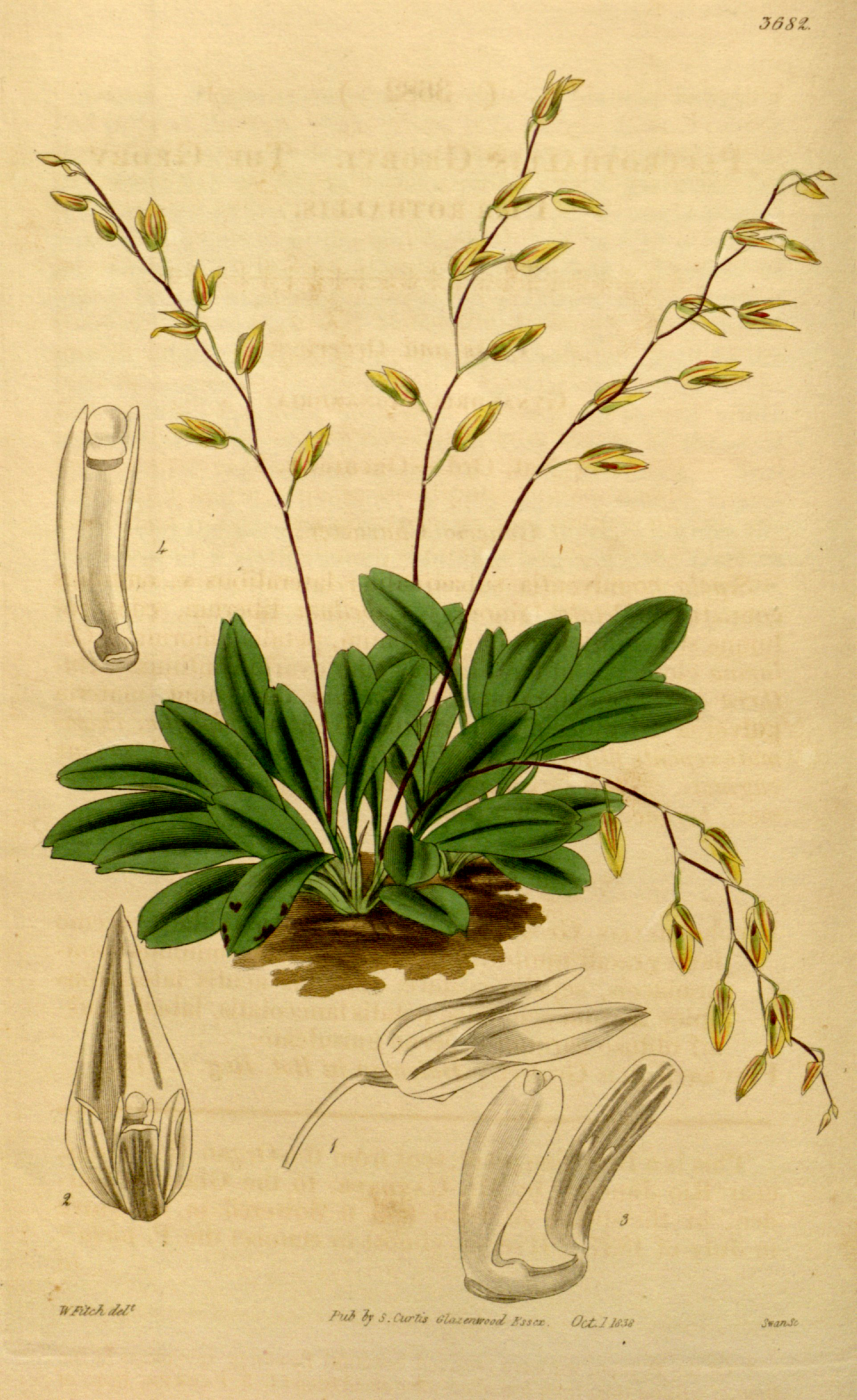
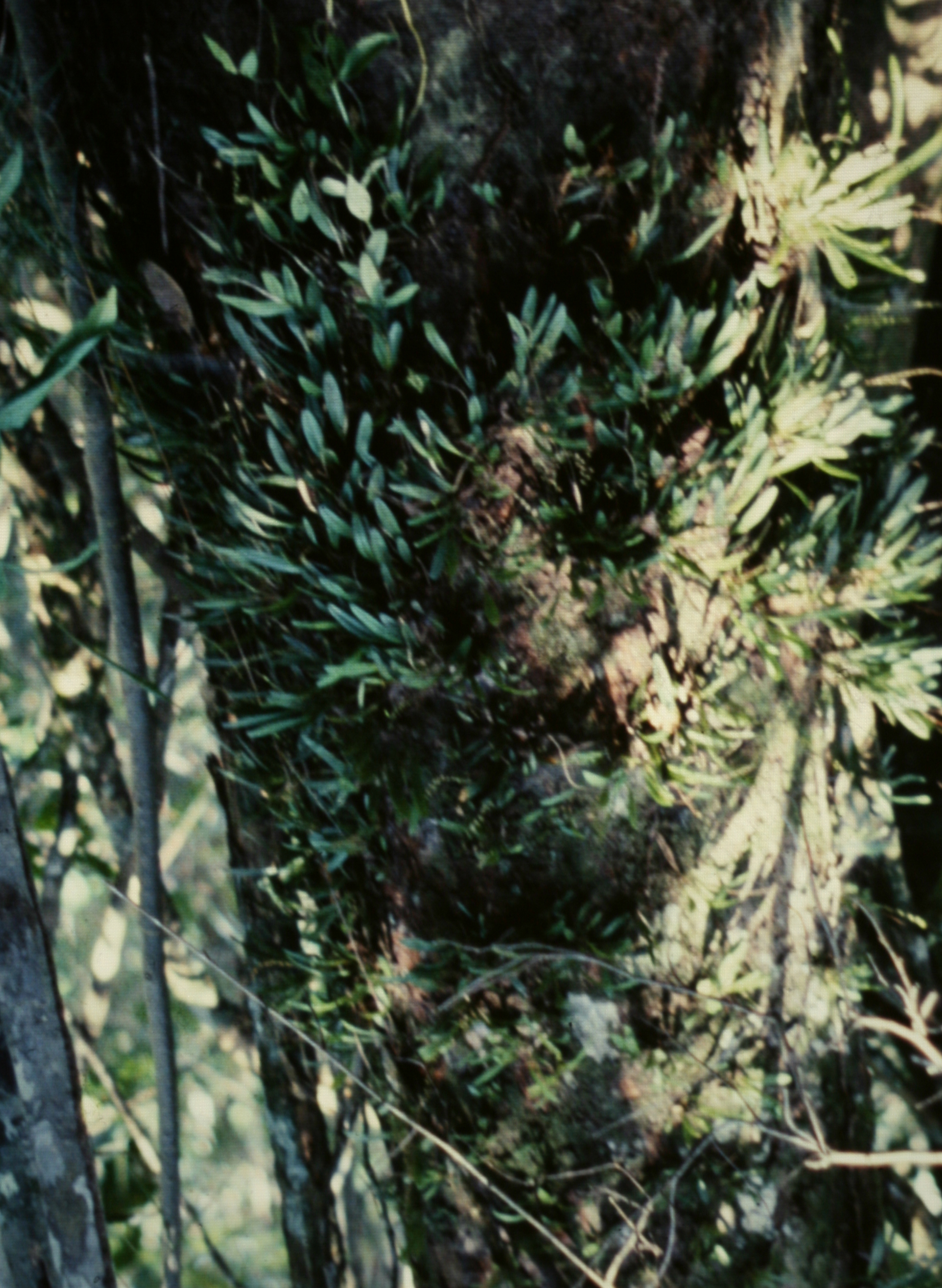